# Cichoriinae
Cichoriinae es una subtribu de fanerógamas perteneciente a la tribu Cichorieae de la familia de las compuestas Asteraceae.

## Descripción
Las especies de esta subtribu son anuales o perennes, con tallos, ramas y hojas. Las hojas a lo largo del tallo están dispuestas en una forma alterna (pero puede estar casi ausente o ser muy pequeñas), laotra forma es una roseta basal. La hoja puede ser dentada, lineal, oblanceolada o espátulada. La inflorescencia está compuesta por una o más cabezas (depende de la especie). Las cabezas de las flores están hechas de flores solo liguladas y hermafroditas de color azul o amarillo.  Los frutos son aquenios que tienen una forma prismática, cónica o obovoide y puede estar rematado por un pico corto.

## Distribución y hábitats
La distribución de esta subtribu es bastante diversa: se encuentra en Europa, África (especialmente en el sur), Asia (oeste) y América del Norte.

## Géneros
Tiene los siguientes géneros:
- Arnoseris
- Cichorium
- Erythroseris
- Phalacroseris
- Rothmaleria
- Tolpis